# Chaetomitrium madangense
Chaetomitrium madangense är en bladmossart som beskrevs av Edwin Bunting Bartram 1961. Chaetomitrium madangense ingår i släktet Chaetomitrium och familjen Hookeriaceae. Inga underarter finns listade i Catalogue of Life.